# Parcs nationaux de Grèce

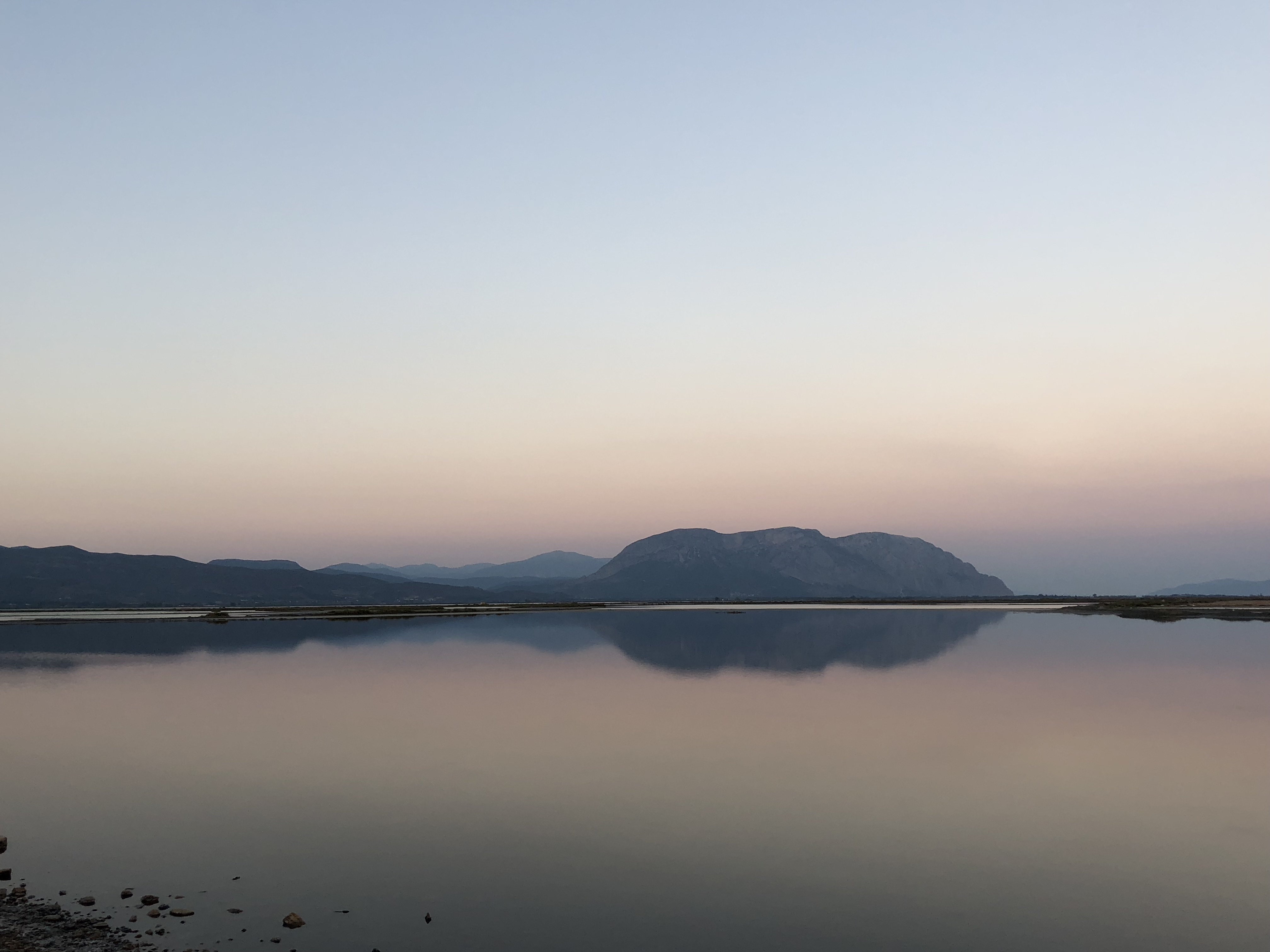
La lagune de Missolonghi, classée Natura 2000.

Les parcs nationaux de Grèce sont des zones naturelles du territoire grec classées en parc national.
La protection de la nature est un phénomène ancien (1932 : premières lois de protection ; 1937 : premiers parcs nationaux). 
En 1986, la loi 1650-/1986 (articles 18 et 19) dissocie les parcs nationaux boisés (antérieurs à 1986) des "nouveaux" parcs nationaux et des parcs nationaux marins.
En 2019, le pays compte 24 parcs nationaux (9 parcs nationaux boisés, 13 parcs nationaux et 2 parcs nationaux marins). Parmi ceux-ci, le parc national du mont Olympe et le parc national de Samaria ont été reconnus réserves de biosphère par l'Unesco. 443 zones supplémentaires ont par ailleurs été protégées dans le cadre du plan européen Natura 2000.
Le 21 juillet 2025, à la suite d'annonces faites lors de la troisième Conférence des Nations unies sur l'océan, le Premier ministre Kyriákos Mitsotákis communique officiellement sur la création prochaine de deux nouveaux parcs nationaux marins, l'un en mer Ionienne et l'autre en mer Egée.

## Liste
| Nom                                                                                                   | Année de création    | Surface (ha) |
| --- | -------------------- | ------------ |
| Parc national du Mont Olympe                                                                          | 1938                 | 3 988        |
| Parc national du Mont Parnasse                                                                        | 1938                 | 3 513        |
| Parc national du Parnès                                                                               | 1961                 | 3 812        |
| Parc national du Mont Ainos                                                                           | 1962                 | 2 862        |
| Parc national de Samaria                                                                              | 1962                 | 4 850        |
| Parc national du Mont Œta                                                                             | 1966                 | 7 210        |
| Parc national du Pinde                                                                                | 1966                 | 3 515        |
| Parc national du Sounion                                                                              | 1971                 | 3 500        |
| Parc national de Vikos-Aoos                                                                           | 1973                 | 3 238        |
| Parc national du Prespa                                                                               | 1974                 | 19 470       |
| Parc national marin d'Alonissos                                                                       | 1992                 | 226 000      |
| Parc national marin de Zante                                                                          | 1999                 | 13 500       |
| Parc national de Schiniás-Marathon                                                                    | 2000                 | 1 384        |
| Parc national de Korónia-Vólvi-Témpi                                                                  | 2004                 | 15 928       |
| Parc national du Pinde septentrional (regroupe les anciens parcs nationaux du Pinde et de Vikos-Aoos) | 2005                 | 196 947      |
| Parc national de Missolonghi-Etolikó                                                                  | 2006                 | 35 588       |
| Parc national de Dadiá-Lefkími-Souflí                                                                 | 2006                 | 42 800       |
| Parc national du lac Kerkíni                                                                          | 2006                 | 83 100       |
| Parc national du delta de l'Évros                                                                     | 2007                 | 20 000       |
| Parc national du golfe Ambracique                                                                     | 2008                 | 28 700       |
| Parc national de Macédoine-Orientale-et-Thrace                                                        | 2008                 | 92 947       |
| Parc national de Tzoumérka-Achelóos-Ágrafa-Météores                                                   | 2009, étendu en 2018 | 337 994      |
| Parc national de Kotýchi-Strofyliá                                                                    | 2009                 | 22 000       |
| Parc national des Rhodopes                                                                            | 2009                 | 174 992      |
| Parc national d'Axios-Loudias-Aliakmonas                                                              | 2009                 | 33 780       |
| Parc national de Chelmós-Vouraïkós                                                                    | 2009                 | 54 400       |